# Kościół bł. Anieli Salawy w Suwałkach
Kościół błogosławionej Anieli Salawy w Suwałkach – rzymskokatolicki kościół parafialny należący do parafii pod tym samym wezwaniem (dekanat Suwałki – Ducha Świętego diecezji ełckiej).
Jest to świątynia wzniesiona w latach 2001–2004. Kościół został wybudowany z cegły spoinowej, z dwoma wieżami, na rzucie krzyża. W ołtarzu głównym są umieszczone figury Chrystusa Zmartwychwstałego, św. Piotra, św. Pawła i św. Jana. Po lewej stronie, za miejscem przewodniczenia, jest usytuowany obraz bł. Anieli Salawy – patronki świątyni. W ambicie są zawieszone obrazy świętych Pańskich, obranych za patronów poszczególnych ulic i wsi, należących do parafii. Budowla posiada dwie kaplice: kaplicę Matki Bożej i kaplicę Bożej Miłości. W tej ostatniej jest umieszczona dębowa figura przedstawiająca Chrystusa Ukrzyżowanego.